# 50 v. Chr.

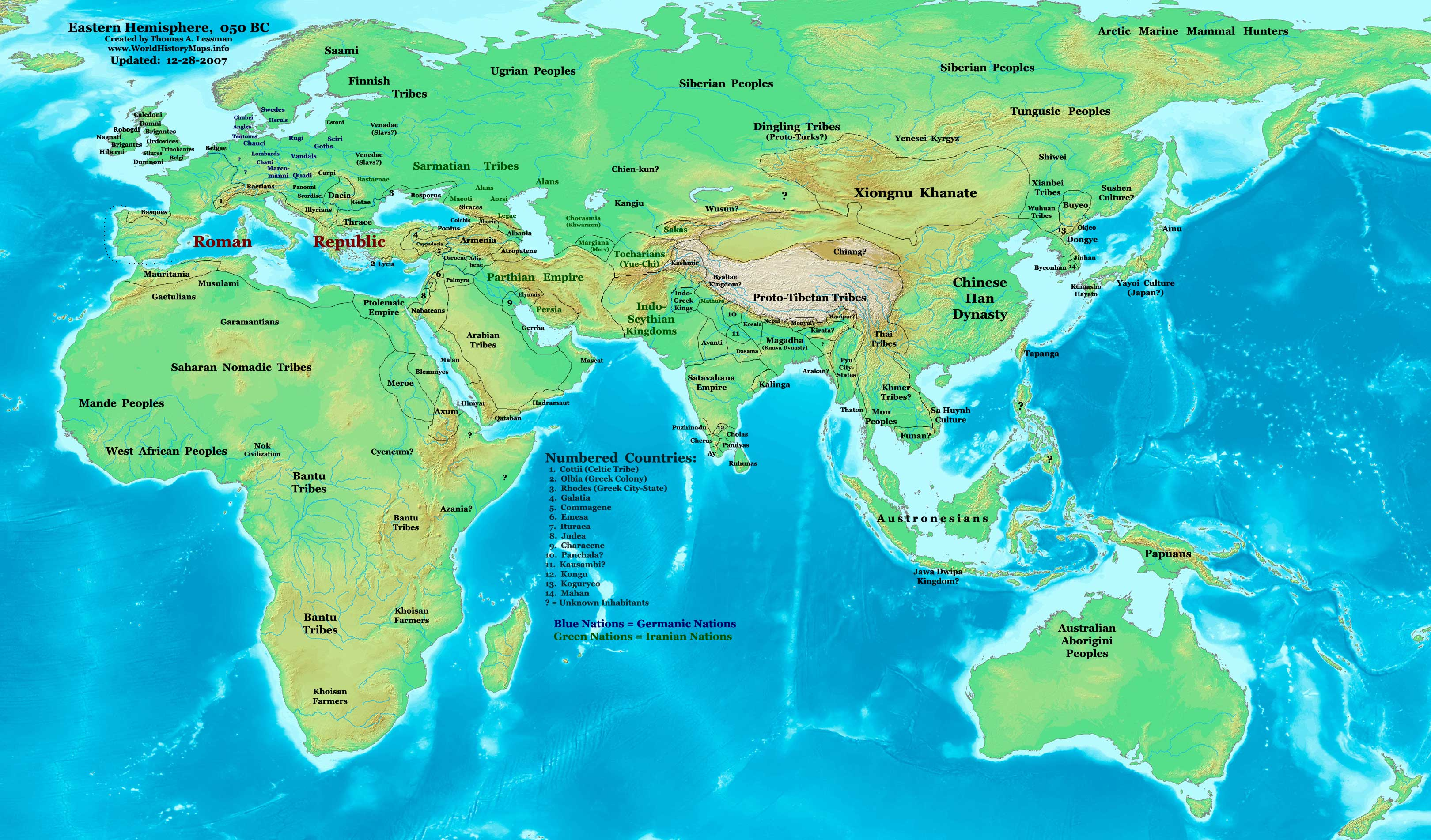
Die östliche Hemisphäre um 50 v. Chr.

Portal Geschichte | Portal Biografien | Aktuelle Ereignisse | Jahreskalender | Tagesartikel

◄ |
2. Jahrhundert v. Chr. |
1. Jahrhundert v. Chr. |
1. Jahrhundert |
►

◄ | 70er v. Chr. | 60er v. Chr. | 50er v. Chr. | 40er v. Chr. |
30er v. Chr. |
►

◄◄ | ◄ | 53 v. Chr. | 52 v. Chr. | 51 v. Chr. | 50 v. Chr. |
49 v. Chr. |
48 v. Chr. |
47 v. Chr. |
► |
►►
Staatsoberhäupter

## Ereignisse

### Politik und Weltgeschehen

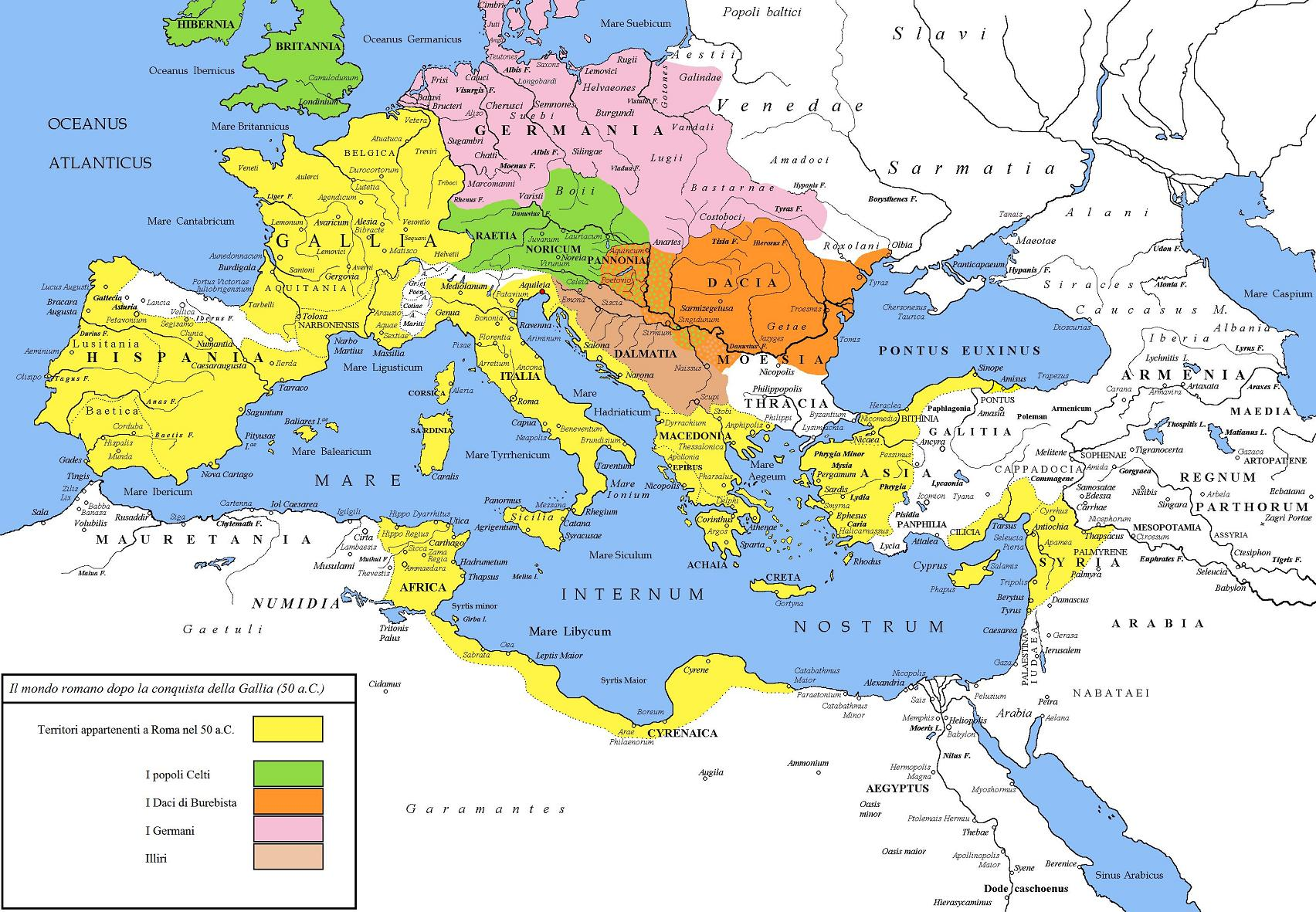
Das Römische Reich 50 v. Chr.

- Gaius Claudius Marcellus ist Konsul des Römischen Reichs.
- C. Furnius und C. Scribonius Curio sind Volkstribune der Römischen Republik.
- Obwohl es unter Gaius Iulius Caesar noch kleinere römische Operationen in Zentralgallien gibt, ist die Provinz nach dem Gallischen Krieg endgültig militärisch gesichert.

### Wirtschaft und Kultur
- um 50 v. Chr.: Die Römer beginnen mit dem Abbau von Carrara-Marmor.

## Gestorben
- Quintus Hortensius Hortalus, römischer Politiker (* 114 v. Chr.)

- um 50 v. Chr.: Marcus Valerius Messalla Niger, römischer Politiker (* um 104 v. Chr.)

## Sonstiges
- Um dieses Jahr herum spielen die von René Goscinny und Albert Uderzo erfundenen Abenteuer von Asterix.